# Mahsa Vahdat
Mahsa Vahdat (Teheran, 1973) és una cantant tradicional iraniana que resideix a Teheran. Té nou àlbums d'estudi, diversos dels quals són en col·laboració amb altres artistes internacionals. Des de l'any 2004, en què es donà a conèixer al món gràcies a la participació en el projecte "Lullabies from the axis of evil" (Nanes des de l'eix del mal), publica amb el segell noruec Kirkelig Kulturverksted. Degut a una sèrie de prohibicions que existeixen a l'Iran, que dificulten molt a les dones actuar en públic, Mahsa Vahdat ha decidit només exercir la seva professió fora del seu país. És ambaixadora de Freemuse, una organització que defensa la llibertat d'expressió dels músics arreu del món.

## Biografia
Mahsa Vahdat va néixer a Teheran (capital de l'Iran) el 1973, i va començar a aprendre música des de petita. Quan tenia 13 o 14 anys, va rebre classes de música amb Minoo Mohebi, va aprendre piano amb Laleh Eqrabi i setar (un instrument tradicional iranià) amb Masoud Sho’ari. El 1993 cursà la llicenciatura música a la Universitat d'Art de Teheran. El mateix any que va decidir dedicar-se professionalment al cant, el 1995, van començar les restriccions sobre la música feta per dones a l'Iran, que encara són vigents avui en dia: no poden cantar soles per a públics mixtes (homes i dones), i si ho fan, ha de ser en companyia d'un cantant masculí. L'única manera de cantar en solitari és per a un públic exclusivament femení. Mahsa Vahdat ha expressat repetidament que no està d'acord amb aquesta situació, que considera "humiliant", i ha esdevingut el motiu pel qual només actua fora del seu país, on pot expressar-se lliurement.
Des de llavors, Mahsa ha participat com a artista independent en concerts i festivals al voltant d'Àsia, Estats Units o Àfrica. Actua sovint amb la seva germana Marjan Vahdat i juntament amb altres músics de l'Iran, Europa o Amèrica.

## Discografia[7]
- 2019 - Placeless, amb Marjan Vahdat i el Kronos Quartet
- 2017 - Endless Path, amb Coşkun Karademir
- 2016 - The Sun Will Rise
- 2015 – Traces of an Old Vineyard
- 2012 – A Deeper Tone of Longing, amb Mighty Sam McClain
- 2012 – Twinklings of Hope, amb Marjan Vahdat i el seu grup persa
- 2010 – I vinens speil, amb SKRUK
- 2009 – Scent of Reunion, amb Mighty Sam McClain
- 2008 – I am Eve, amb Marjan Vahdat
- 2007 – Songs from a Persian Garden, amb Marjan Vahdat
- 2004 – Lullabies from the Axis of Evil (participació en dues cançons de l'àlbum)
- 2004 - Risheh dar Khak